# Rosularia rosulata
Rosularia rosulata là một loài thực vật có hoa trong họ Crassulaceae. Loài này được (Edgew.) H. Ohba miêu tả khoa học đầu tiên năm 1977.